# Refroidissement par buses
Le dispositif de refroidisseur à buses (en allemand : Düsenkühler) est un échangeur de chaleur dans lequel l'air en se réchauffant produit une certaine poussée. Cet effet est créé par l'introduction de l'air dans le refroidisseur au travers de fentes minces orientées dans le sens du déplacement du véhicule où il se dilate en se réchauffant et sort par une buse dans le sens inverse au déplacement. Le système ne produit aucune poussée lorsque le véhicule est immobilisé. Ce principe de refroidissement a été mis en œuvre sur les avions à moteur refroidi par eau. 
Le brevet de ce dispositif a été déposé en 1915 par Hugo Junkers. On appelle le carénage spécial d'un moteur en étoile fonctionnant selon le même principe un carénage de type NACA.